# In the Pocket (James Taylor-album)
In the Pocket, amerikanske James Taylors sjunde studioalbum, utgivet i juni 1976 och det sista på skivbolaget Warner Brothers. Albumet är producerat av Russ Titelman och Lenny Waronker. 
På albumet medverkar många kända musiker och sångare som exempelvis Carly Simon, Stevie Wonder, Art Garfunkel, David Crosby, Graham Nash, Linda Ronstadt, Bonnie Raitt, Michael Brecker och Taylors egen bror Alex Taylor.
Efter detta album bytte Taylor skivbolag till Columbia Records.
Albumet nådde Billboard-listans 16:e plats.

## Låtlista
Singelplacering i Billboard inom parentes.
- "Shower the People" (James Taylor) – 4:32 (#49)
- "A Junkie's Lament" (James Taylor) – 3:27
- "Money Machine" (James Taylor) – 4:35
- "Slow Burning Love" (James Taylor) – 3:43
- "Everybody Has the Blues" (James Taylor) – 2:01
- "Daddy's All Gone" (James Taylor) – 3:38
- "Woman's Gotta Have It" (Bobby Womack/D. Carter/L. Cooke) – 4:20
- "Captain Jim's Drunken Dream" (James Taylor) – 4:00
- "Don't Be Sad 'Cause Your Sun Is Down" (James Taylor/Stevie Wonder) (featuring Stevie Wonder) – 3:28
- "Nothing Like a Hundred Miles" (James Taylor) – 3:35
- "Family Man" (James Taylor) – 3:34
- "Golden Moments" (James Taylor) – 3:35